# Martin Loosli
Martin Loosli (* 28. Oktober 1956 in Aarberg) ist ein Schweizer Maler und Schriftsteller.

## Leben und Werk
Loosli wurde in Aarberg geboren und wuchs in Worben auf. Mehrere Reisen führten ihn nach Skandinavien und in den Sinai, ab 1983 lebte und arbeitete er im Onsernonetal und auf Ibiza. Weitere wichtige Arbeitsorte wurden Sant Feliu de Guíxols und Arles. Seit 1994 wohnt er in Lenk im Simmental. Nach dem Besuch der Schule für Gestaltung in Bern begann sein künstlerischer Werdegang mit Textbildern in der Konkreten Malerei. 
„Loosli interessiert das Wechselspiel zwischen dem Bild und dem Betrachter. Die Reduktion auf die Farbe Weiss ist ein Zeichen davon, dass es ihm nicht um die Farbe an sich geht, sondern um das Licht, welches das Bild ganz unterschiedlich in Erscheinung treten lässt sowie um den überraschenden Effekt der sich verändernden Tonalitäten.“
Daneben wurden Konzeptkunst und später Fotografie wichtige Ausdrucksformen seines Schaffens. 2007 erhielt er das Reisestipendium des Kantons Bern für Kunst und Architektur, das ihn nach Melilla und Ceuta führte; sein Situationsbericht dazu erschien in der Ausstellungspublikation von All Inclusive der Kunsthalle Schirn. Seine Werke befinden sich u. a. in der Kunstsammlung des Kantons Bern, des Kunsthauses Interlaken sowie der Stiftung für konkrete Kunst in Reutlingen.
Als Schriftsteller schreibt Loosli Poesie, Prosa und Essays. Er erhielt 2002 den isla-volante-Literaturpreis.

## Ausstellungen (Auswahl)
- 2024: Werte im Wandel, Kunsthaus Interlaken in Interlaken (CH), Gruppenausstellung
- 2017: Porzellan & Gold, Stadtgalerie im Progr in Bern (CH), Gruppenausstellung
- 2016: Licht und Linie, Heimatmuseum Obersimmental in Zweisimmen (CH), Einzelausstellung
- 2015: ex voto today, Projektraum M54 in Basel (CH), Gruppenausstellung
- 2010: Catch of the Year 2, Dienstgebäude in Zürich (CH), Gruppenausstellung
- 2009: Das Quadrat in der Sammlung, Stiftung für konkrete Kunst in Reutlingen (D), Gruppenausstellung
- 2008: Utopia in Space, National Museum of Fine Arts in Bishkek (KG), Gruppenausstellung
- 2005: Teleportation, Loftgalerie Stufenbau in Ittigen (CH), Gruppenausstellung
- 1999: Empires Without States, The Swiss Institute in New York (USA), Gruppenausstellung
- 1999: Nachschlag, Kunstmuseum Thun, (CH) Gruppenausstellung

## Publikationen
- fichte regen schindeldach. Fotografie, Verlag Stämpfli AG in Bern 2010, ISBN 978-3-7272-1127-0.
- Bingo Africa. In: B. Engel (Hrsg.): Loge. Edition Haus am Gern, Biel-Bienne 2008, ISBN 978-3-033-01839-6.
- andré, port-au-prince. In: p.l.o.t. e.V. (Hrsg.): ausser.dem. Poesie, München 2005, ISSN 1613-6713.
- transmissionspfahlbau im mitteilungswesen. Essay/Prosa, Künstlerheft, Report Verlag, Thun 2004, ISBN 3-907591-39-9.
- Zündschnur. Roman, Zytglogge-Verlag, Gümligen 1988, ISBN 3-7296-0289-6.
- Mit dem Döschwo durch Israël. Reisebericht. GS-Verlag, Bern 1984, ISBN 3-7185-3052-X. (Gute Schriften; 508).